# Lokvica
Lokvica je naselje v Občini Miren - Kostanjevica.